# 标准酒度
标准酒度（Alcoholic proof），是一种用来衡量酒精饮品中，酒精（也就是乙醇）含量的标识方式。

## 歷史
用proof一詞衡量酒度起源於16世紀的英格蘭，其用法來自於對本義“驗證”的引申。當時的酒類飲料隨含酒精量的不同適用於不同的賦稅標準，而測試酒精量的方法則是將黑火藥浸入酒中，若從酒中取出後火藥仍能點燃，則可認爲該酒具有高酒精度數並應課以重稅。由於黑火藥並不會在酒精濃度低於57.15%的酒中燃燒，因此該濃度的酒被定義爲具有100標準酒度。
自18世紀至1980年1月1日止，英國換用比重測試酒精度，而火藥法則在1816年被廢除。按新的做法，具標準酒度的酒精飲料之比重爲12⁄13，對應的密度是923 kg/m3，與57.15%的酒精濃度等價。由於57.15%非常接近4⁄7（約0.5714）。在轉換酒精濃度至標準酒度時可直接乘以7⁄4或1.75。舉例來說，100%純度酒精的標準酒度爲175。而含酒精量40%的飲料則有70標準酒度。
美國在1848年建立起了自己的標準酒度系統。與英國不同，100標準酒度對應的酒精濃度是50%。酒精濃度爲40%的飲料因此在美國標準中具有80標準酒度。
時至今日，以標準酒度衡量酒精量的做法已較爲少見，絕大部分酒類都會在包裝上標識其酒精濃度。